# Comte de Carrick
Pour les articles homonymes, voir Carrick.
Le titre de comte de Carrick a été créé plusieurs fois dans la pairie d'Écosse, et une fois dans la pairie d'Irlande. En Écosse, la première création intervint autour de 1186, quand Duncan de Galloway (dit aussi Donnchadh de Carrick) fut fait comte de Carrick. Le gros des terres associées à ce titre sont dans l'Ayrshire.
Marjorie de Carrick, la petite-fille de Duncan, qui plus tard porta le titre de son propre droit, épousa Robert (VI) de Brus, qui devint plus tard le 6e lord d'Annandale. Leur fils, aussi nommé Robert, et connu en tant que Robert le Bruce, allait ensuite régner sur l'Écosse sous le nom de Robert Ier d'Écosse, rattachant le titre à la couronne. Robert fut aussi créé baron dans la pairie d'Angleterre par acte de sommation en 1295 en tant que Baron Bruce d'Anandale. Le titre s'éteint avec la mort de son frère Édouard, puis de son fils David de Brus en 1371.
Ensuite, les rois d'Écosse recréèrent le titre à plusieurs reprises, mais le firent non-héritable, spécifiant qu'il serait rattaché à la couronne à la mort de chaque porteur.
En 1469, le Parlement d'Écosse adopta un acte statuant que le fils aîné du roi, et héritier au trône, tiendrait le comté et le titre, avec celui de duc de Rothesay. Après l'Union des couronnes d'Écosse et d'Angleterre, le titre de duc et de comte furent tenus par le fils aîné et héritier des trônes des deux royaumes, puis par le fils héritier des souverains de Grande-Bretagne, et finalement les souverains du Royaume-Uni. Voir l'article duc de Rothesay.
En 1628, Jacques VI et Ier créa le titre de comte de Carrick des Orcades pour John Stuart, mais le titre s'éteint à sa mort.
En 1748, le roi George II fit Somerset Butler, 7e vicomte Ikerrin, comte de Carrick dans la pairie d'Irlande. Le titre est toujours porté de nos jours.

## Première création (v.1186)
- 1186-1250 : Donnchadh de Carrick († 1250) ;
- 1250-1256 : Neil de Carrick († 1256) ;
- 1256-1292 : Margaret de Carrick († 1292), épouse de :
  - Adam de Kilconquhar († 1271[1]), comte de jure uxoris.
  - Robert de Brus (v. 1253-1304), marié vers 1272, comte de jure uxoris ;
- 1292-1306 : Robert de Brus (1274-1329), devint Robert Ier d'Écosse en 1306.

## Deuxième création (v.1314)
- 1314-1318 : Édouard de Brus († 1318), roi d'Irlande. Frère de Robert Ier.

## Troisième création (1328)
- 1328-1329 : David de Brus (1324-1371), devient David II d'Écosse en 1329. Fils de Robert Ier.

## Quatrième création (v.1330)
- 1330-1333 : Alexandre de Brus († 1333), Fils d'Édouard.

## Cinquième création (v.1361)
- 1361-1364 : William de Cunynghame († 1364).

## Sixième création (1368)
- 1368-1390 : John Stuart (v. 1337-1406). Devint Robert III d'Écosse en 1390.

## Septième création (1390)
- 1390-1402 : David Stuart (1378-1402), duc de Rothesay.

## Huitième création (1404)
- 1404-1406 : James Stuart (1394-1437), duc de Rothesay. Devint Jacques Ier.

Voir l'article duc de Rothesay pour les comtes de Carrick suivants.

## Comte de Carrick des Orcades (1628)
- 1628-1652 : John Stewart († 1652).

## Comtes de Carrick (pairie d'Irlande) (1748)
- Somerset Hamilton Butler (1719-1774) ;
- Henry Thomas Butler (1746-1813) ;
- Somerset Richard Butler (1779-1838) ;
- Henry Thomas Butler (1834-1846) ;
- Somerset Arthur Butler (1835-1901) ;
- Charles Henry Somerset Butler (1851-1909) ;
- Charles Ernest Alfred French Somerset Butler (1873-1931) ;
- Theobald Walter Somerset Henry Butler (1903-1957) ;
- Brian Stuart Theobald Somerset Caher Butler (1931-1992) ;
- David James Theobald Somerset Butler (1953-2008) ;
- Arion Thomas Piers Hamilton Butler (né en 1975).